# Yara prohibida
Yara prohibida es una telenovela puertorriqueña coproducida por TeleOnce y Producciones MeCa, la productora de Ángela Meyer y Camille Carrión. Esta telenovela pertenece al grupo de producciones de Ángela Meyer como: La isla, Ave de paso, La otra o Natalia. Son telenovelas puertorriqueñas con un elenco internacional y de gran calidad, así como la calidad de sus argumentos y de los detalles más mínimos. Yara prohibida está protagonizada por la actriz venezolana Flor Núñez y el actor boricua Luis Daniel Rivera, además de contar con un gran elenco internacional. Dirigida por Martín Clutet y el guion estaba a cargo de Jorge Cavanet, quien recibió el premio Agúaybana de Oro a la mejor serie del año. El tema de la telenovela era Usted señor amor interpretado por la cantante puertorriqueña Lucecita Benítez. Se emitió en TeleOnce entre 1988 y 1989 en Puerto Rico. La telenovela se emitió también en Perú.
La temática de Yara prohibida trata sobre los prejuicios sociales en las relaciones humanas, sobre todo el prejuicio del racismo, debido a que la protagonista es india y el protagonista es blanco, de ahí que su amor sea imposible por las convenciones sociales. La trama principal es la historia de amor entre Mireska Cinaci, la india (Flor Núñez)) y el jugador de golf Sebastián Dutramiranda (Luis Daniel Rivera)). Entre las tramas secundarias nos encontramos con la también historia de amor interracial de Chema (Rafael José) y de Virginia (Linnette Torres) y la subtrama policiaca del psicópata que se dedica a asesinar prostitutas debido a un trauma infantil que tuvo con su madre, ya que ella también ejercía dicha profesión.

## Elenco por orden alfabético
- Noelia Crespo

- Guillermo Dávila

- Amneris Morales- Flor

- Flor Núñez- Mireska Cinaci, la india.

- Luis Daniel Rivera- Sebastián Dutramiranda, jugador de golf.

- Linnette Torres- Virginia

- Pedro Orlando Torres

- Teófilo Torres

## También actúan
- Rafael José- Chema

- Juan Carlos Santa Cruz- Pedro Montalbán

- Carmen Belén Richardson- La madre de Chema

- Jorge Nicolini

- Lilian Valmar

- Sharon Riley- Raquel

- Eileen Navarro

- Nelly Jo Carmona

- Rosaura Andreu

- Junior Álvarez

- Jaime Montilla- el rastrero, hijo bastardo de Pedro Montalbán y su cuñada Raquel

- Liza Lugo- Rita

- Armando Martínez

- Félix Loreto

- Benjamín Morales

- Amalia Cruz

- Axel Cintron

- Ángela Meyer

- Alberto Rodríguez